# Саая, Таспай Одербеевич
Таспай Одербеевич Саая  (род. 10 сентября 1936) — тувинский поэт и прозаик.

## Биография
Родился 10 сентября 1936 года в местечке Баян-Дугай Дзун-Хемчикского хошууна Тувинской Народной Республики. Будущий поэт вырос и воспитывался в духовно богатой семье, в семье сказителя, мастера устного народного творчества, охотника Одербея Саая. Он и его брат Олег Сувакпит позже стали известными поэтами, их творчество в основном опиралось на творчество тувинского народа. С. Таспай окончил Кызылское кооперативное училище. Работал секретарём комсомольской организации, заведующим сельских клубов в поселках Урбуюн, Бажын-Алаак, Чаа-Холь, директором Домов культуры в селах Хандагайты, Суг-Аксы, служителем культа общества «Тос-Дээр».

## Творчество
Первый рассказ опубликован в газете «Сылдысчыгаш» в 1952 году. Саая создавал как поэтические, так и прозаические произведения. Изданы сборники стихов: «Чаа-Суур» (1968), «Частың белээ» («Дар весны», 1980).
Для детей вышел сборник рассказов «Чаптанчыг амытаннар» («Забавные зверьки», 1974), «Адыг оглу» («Медвежонок», 2002). В них автор ставит вопросы взаимоотношений человека с природой. Произведения для детей отличаются динамичностью, тесным взаимодействием фантазии и действительности. Язык произведений Саая прост и ярок, точен и художественно выразителен.
На его стихи написаны песни.

## Награды и звания
Награжден медалью «За доблестный труд. В ознаменование 100-летия со дня рождения В. И. Ленина».

## Основные публикации

### Книги поэзии
1. Чаа-Суур: стихи. – Кызыл: Тувинское книжное издательство, 1968. – 17 с.
2. Дар весны: стихи. – Кызыл: Тувинское книжное издательство, 1980. – 52 с.

### Книги прозы
1. Забавные зверьки: рассказы для детей. – Кызыл: Тувинское книжное издательство, 1974. – 64 с.
2. Медвежонок: рассказы для детей. – Кызыл: Тувинское книжное издательство, 2002. – 46 с.